# Grindelbergbahn
Die Grindelbergbahn war eine Radrennbahn in Hamburg, die von 1885 bis 1906 bestand und vorrangig für Wettbewerbe im Bahnradsport genutzt wurde.

## Geschichte
Nachdem in Deutschland bereits eine Reihe von Radrennbahnen erfolgreich Radrennen veranstalteten, beschlossen der Rennverein Hamburg-Altonaer Radfahrer, der Altonaer Bicycle-Club von 1869/80 (ABC), der Hamburger Bicycle-Club (1882) und der Cyclisten-Club Hammonia von 1883 den Bau einer Radrennbahn am Grindelberg. Die Initiative dazu ging vom Rennverein Hamburg-Altonaer Radfahrer aus. Die Anlage wurde zwischen Grindelberg und Schlankreye (damals eine städtische Wiesen- und Weidefläche) geplant.
Ende Mai 1885 wurde der Bauauftrag nach Plänen des Architekten Walter Martens erteilt. Die Bauzeit betrug vier Monate. Die Bahn war 500 Meter lang und mit einem gewalzten Aschebelag versehen. Die Anlage bot bis zu 20.000 Zuschauern Platz. Die Eröffnung der Grindelbergbahn fand am 26. Juli 1885 im Rahmen eines Radsportfestes mit einem Fahrradkorso statt. Mehrfach wurde die Bahn in den folgenden Jahren umgebaut, der Aschebelag durch Beton ersetzt. Insbesondere wurden die Kurven auf 4,10 Meter überhöht und mit einem Holzbelag (1897) versehen.

## Wettkämpfe
Zunächst fanden Rennen auf Hochrädern und Dreirädern statt, später dann auch auf Niederrädern.
Am Eröffnungstag wurde als Hauptrennen ein Wettbewerb für Amateure über 20 Runden und damit über insgesamt 10.000 Meter gefahren. Die Sieger und Platzierten erhielten verschiedene Sachpreise wie eine goldene Uhr im Wert von 200 Mark, ein silbernes Zigarettenetui oder eine goldene Uhrkette. Albert Rissmann aus Hannover wurde der erste Sieger. Die Bahn wurde vom Publikum gut angenommen, in der Folgezeit waren regelmäßig bis zu 15.000 Zuschauer vor Ort, was auch an der guten Erreichbarkeit für die Hamburger lag.
1897 wurde der Große Preis von Hamburg als internationales Rennen etabliert. Dabei wurden in den folgenden Jahren international bekannte Fahrer wie Paul Bourillon, Josef Fischer, Thaddäus Robl, Piet Dickentman, Walter Rütt oder Émile Bouhours an den Start geholt. Die erste Austragung fand für Bahnsprinter statt und war mit Preisgeldern von insgesamt 6.000 Mark dotiert. Die Hamburger Presse bewarb das Rennen intensiv. Am 15. August 1897 fand der 1. Große Preis von Hamburg vor ausverkauften Rängen statt. Mit Willy Arend und Paul Bourillon waren zwei damalige Spitzenfahrer am Start und im Finale. Arend wurde erster Sieger. Ab 1898 wurden auf der Grindelbergbahn auch Steherrennen veranstaltet. Der Große Preis von Hamburg fand dann auch mehrfach als Steherrennen statt.
Neben Radsportwettbewerben organisierten die Veranstalter der Bahn auch andere Veranstaltungen wie eine Wild-West-Show, Fußball, Tennis und Eislaufen im Winter, um die Kosten der Radrennbahn zu decken und dem im Lauf der Jahre nachlassenden Publikumsinteresse entgegenzuwirken. Auch entstanden konkurrierende Radrennbahnen wie 1892 in Hamburg-Eilbek und 1894 in Hamburg-Bergedorf.
1905 fand das letzte Rennen auf der Grindelbergbahn statt. Danach löste sich der Betreiberverein auf. Die Bahn wurde 1906 abgerissen. Auf dem Gelände wurden Wohnungen gebaut.